# Marcus Morton
Marcus Morton (1784 – 6 de Fevereiro de 1864) foi um advogado, jurista e político americano de Taunton, Massachusetts. Exerceu dois mandatos como Governador de Massachusetts e vários meses como Governador Interino após a morte em 1825 de William Eustis. Exerceu por 15 anos como Juiz Associado do Supremo Tribunal Judicial de Massachusetts, o tempo todo candidatando-se sem sucesso como Democrata para governador. Finalmente ganhou a eleição de 1839, conseguindo exatamente o número de votos necessários para uma vitória majoritária sobre Edward Everett. Depois de perder as eleições de 1840 e 1841, foi eleito em uma difícil vitória em 1842.
O Partido Democrata de Massachusetts foi altamente dividido, o que contribuiu para a longa sequência de derrotas de Morton. Seus breves períodos de ascensão, no entanto, não resultaram em reformas concretas apoiadas pelos Democratas, uma vez que os Whigs dominantes reverteram a maioria das mudanças aprovadas durante seus mandatos. Um opositor da expansão da escravidão, separou-se do amigo de longa data John C. Calhoun sobre esse assunto e acabou saindo do partido para o movimento Solo Livre. Foi considerado por Martin Van Buren como um possível vice-presidente em 1848.

## Primeiros anos
Morton nasceu em East Freetown, Massachusetts, em 1784, filho único de Nathaniel e Mary (Cary) Morton. Fontes relatam que seu dia de nascimento é 19 de Fevereiro ou 19 de Dezembro. A lápide de Morton usa a data de 19 de Fevereiro. Seu pai era um fazendeiro politicamente ativo, exercendo por um tempo no Conselho do Governador. Morton obteve sua educação infantil em casa e foi colocado aos quatorze anos na academia do Reverendo Calvin Chaddock em Rochester, Massachusetts.
Em 1801, Morton foi aceito na Universidade Brown com a turma do segundo ano e formou-se em 1804. Durante seu tempo em Brown, adotou as ideais jeffersonianas, fazendo um discurso franco anti-Federalista em sua formatura. Então estudou direito em Taunton por um ano no escritório do Juiz Seth Padelford, depois que entrou na faculdade de direito de Tapping Reeve em Litchfield, Connecticut. Lá, era colega de escola de John C. Calhoun, que atuou como mentor e amigo por muitos anos. Voltando a Taunton, foi aceito na Ordem do Condado de Norfolk em 1807 e abriu uma advocacia. Em Dezembro daquele ano, casou-se com Charlotte Hodges, com quem teve doze filhos. Mais tarde, recebeu diplomas honorários de Brown (1826) e Harvard (1840).

## Entrada na política
Morton aprimorou suas habilidades partidárias em Taunton, frequentemente pronunciando-se contra o Federalismo, que dominava a política de Massachusetts. Em 1808, o Governador James Sullivan ofereceu a ele o cargo de procurador-geral do Condado de Bristol, mas negou porque o cargo ainda era ocupado por seu professor, o Juiz Padelford. No entanto, aceitou o cargo quando lhe foi oferecido em 1811 por Elbridge Gerry.
Morton foi indicado pelos Democratas-Republicanos para concorrer ao Congresso em 1814, mas perdeu por uma grande margem para Laban Wheaton no que era então visto como um distrito fortemente Federalista. Dois anos depois, foi, para alguma surpresa, vitorioso em uma revanche contra Wheaton, apesar da força Federalista em outros candidatos. Morton foi reeleito em 1818, mas perdeu por pouco para Francis Baylies em 1820. No Congresso, apoiou Andrew Jackson, cujas ações nas Guerras Seminoles estavam sendo examinadas e opôs-se ao Compromisso do Missouri. Morton opôs-se pessoalmente à escravidão, mas muitas vezes não deixou-a transmitir suas decisões políticas até mais tarde na vida; preferiu concentrar seus esforços em outras prioridades. Apesar disso, suas declarações escritas sobre a escravidão tornariam-se uma questão de debate contencioso quando os grupos partidários do Partido Democrata tentaram usá-las contra ele na década de 1840. Nestes primeiros anos, também foi um defensor do livre comércio; como muitos políticos de Massachusetts, mais tarde adotou uma forte postura protecionista, chamando o período inicial de "o mais lamentável ... da minha vida".

## Supremo Tribunal Judicial e candidaturas para governador

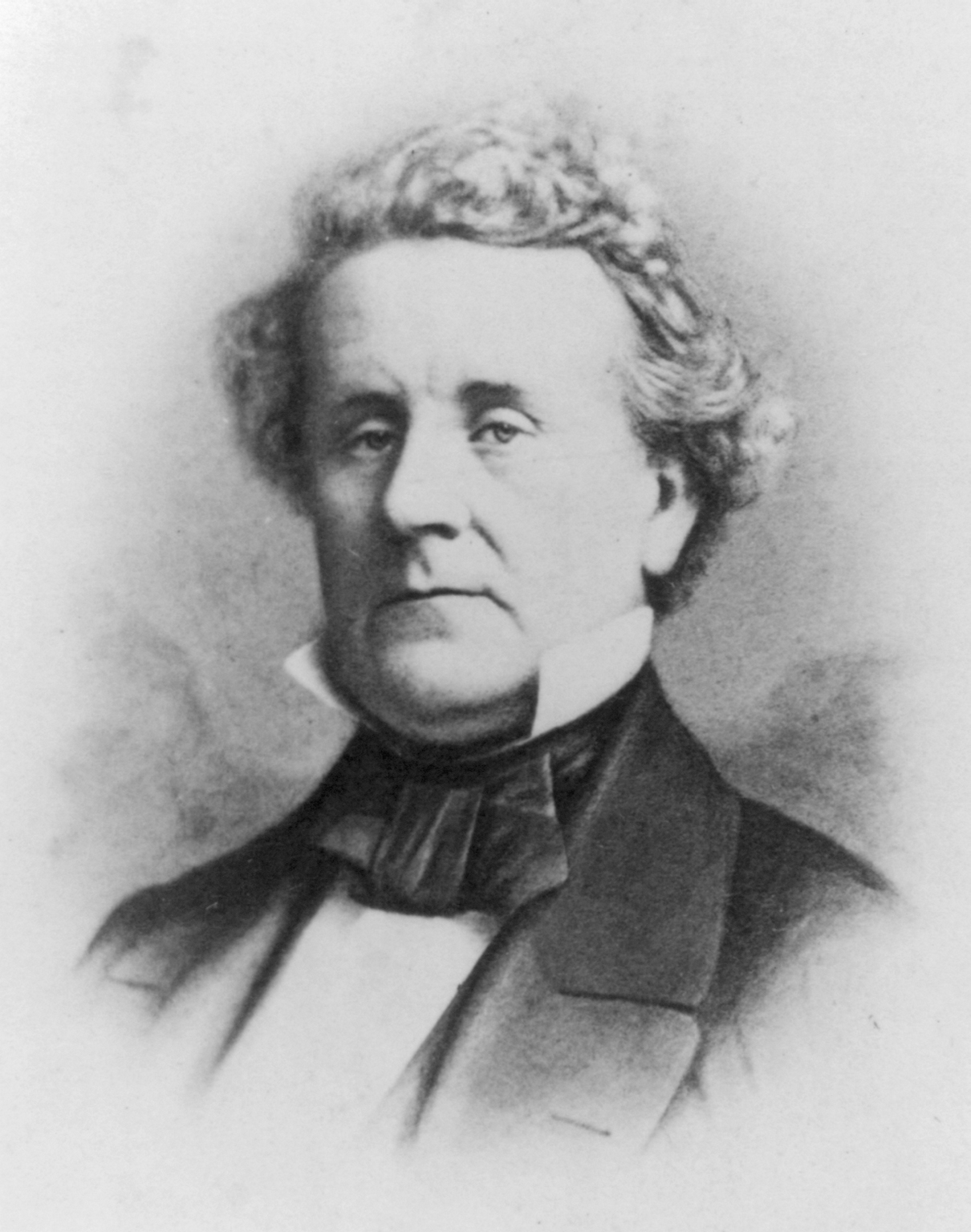
Levi Lincoln, Jr., que nomeou Morton para o Supremo Tribunal Judicial de Massachusetts, mas logo depois tornou-se um oponente político

Em 1823, Morton foi eleito para o Conselho de Governadores de Massachusetts, e no ano seguinte foi eleito Vice-Governador, exercendo sob a Governança Republicana de William Eustis. Quando Eustis morreu no cargo em Fevereiro de 1825, Morton exerceu como governador interino até a eleição alguns meses depois. Desde que as eleições de 1824 praticamente eliminaram o Partido Federalista como força no estado, Federalistas e Republicanos ricos estavam unindo-se ao que ficou conhecido como Partido Nacional Republicano (antecessor dos Whigs). Morton discordou dessa tendência (chamando os Nacionais Republicanos de "aristocratas"), preferindo a Democracia no estilo Jacksoniano, e recusou-se a concorrer às eleições como governador em 1825. No entanto, prevaleceu para concorrer novamente ao cargo de vice-governador, e ganhou o cargo, exercendo sob a Governança de Levi Lincoln, Jr., que havia sido indicado pelos Republicanos e por uma coalizão Federalista. Morton estava insatisfeito com o que chamou de elitismo Whig (acusou Lincoln em 1830 de ser uma "ferramenta da aristocracia do dinheiro") e renunciou ao cargo de vice-governador. Lincoln prontamente nomeou Morton como Juiz Associado do Supremo Tribunal Judicial de Massachusetts (STJ), cargo que ocuparia até 1840.

### Jurisprudência
Morton era o único Democrata no STJ, todos os outros juízes foram nomeados pelos Federalistas. Apesar disso, Morton compôs algumas decisões notórias. Compôs a decisão do tribunal de Charles River Bridge v. Warren Bridge, um caso que acabou indo para a Suprema Corte dos Estados Unidos. Os queixosos eram proprietários da Charles River Bridge, uma ponte de pedágio construída entre Boston e Charlestown em 1786 e os réus eram proprietários de uma ponte concorrente para a qual o estado havia emitido um alvará em 1828. Os queixosos argumentavam que o alvará do réu violava seu alvará, na qual alegavam que o Estado concedia-lhes um direito exclusivo de controlar a travessia. O STJ dividiu 2 a 2 e negou provimento ao caso para que pudesse ser ouvido pela Suprema Corte. Morton compôs a decisão favorecendo os réus, ressaltando que, se o Estado concederia um direito exclusivo, deveria fazê-lo explicitamente, e não faria-o neste caso. Esse raciocínio foi confirmado em 1837 pela Suprema Corte de Taney.
Em 1838, Morton foi o único dissidente da Commonwealth v. Kneeland, a última vez no país em que alguém foi condenado por blasfêmia. Abner Kneeland, um ex-ministro Universalista vitriólico que tornou-se panteísta, fez declarações que os cristãos consideraram ofensivas. Condenado pelo tribunal, Kneeland recorreu e mais dois julgamentos altamente politizados terminaram em impasse antes que a condenação fosse confirmada em recursos. O STJ completo retomou o caso em Março de 1836. Kneeland, representando a si mesmo, argumentou que as declarações que fez não atingiram o nível especificado pela lei e argumentou que a lei violava a Primeira Emenda à Constituição dos Estados Unidos. O Chefe de Justiça, Lemuel Shaw, escrevendo para a maioria do tribunal, constatou que o discurso de Kneeland cumpria a definição legal de blasfêmia e, por interpretação restrita, constatou que a lei não violava as proteções da liberdade de expressão e religião da constituição estadual. Em sua contestação, Morton defendeu uma leitura mais liberal do artigo 2 da constituição do estado (que tratava das liberdades religiosas) e argumentou que toda pessoa "tem o direito constitucional de discutir o assunto de Deus, de afirmar ou negar sua existência. Não posso concordar que um homem possa ser punido por deliberadamente fazer o que tem o direito legal de fazer". O Governador Edward Everett recusou-se a perdoar Kneeland, que cumpriu sessenta dias de prisão. O caso é agora um dos casos americanos mais citados sobre blasfêmia.

### Candidato permanente ao governo
A situação política no final dos anos 1820 e 1830 estava bastante fluida. Os Democratas eram altamente divididos, com três grandes grupos competindo entre si pelo controle do sistema do partido. A base de apoio de Morton consistia principalmente de agricultores, trabalhadores industriais e de estaleiros e imigrantes recentes. Um segundo grupo, dominado por Theodore Lyman, consistia em comerciantes e ricos interesses costeiros, opostos aos interesses do Partido Whig. O terceiro grupo, que controlou com sucesso o sistema do partido em seus primeiros anos, foi chefiado por David Henshaw, que havia separado-se do grupo de John Quincy Adams por aspectos políticos da controvérsia da ponte. Henshaw foi a principal força organizadora do partido, enquanto Morton tornou-se um candidato permanente ao governo, concorrendo ao cargo todos os anos de 1828 até 1843. O partido foi apoiado em seus esforços de organização pelo amigo de Morton, John Calhoun, que exerceu como Vice-Presidente de Adams e Jackson. Morton geralmente não fazia campanha aberta, sensível a manter a aparência de neutralidade como juiz.

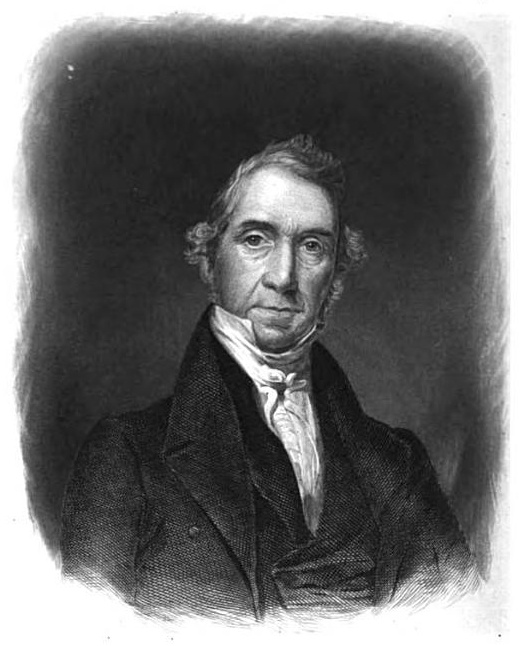
Retrato esculpido de Morton

Morton nunca conseguiu fazer incursões eleitorais significativas nas maiorias de Lincoln nos anos em que o mesmo ocupou o cargo de governador (1825 até 1834). Isso ocorreu principalmente porque a oposição aos Nacionais Republicanos fragmentou-se, exemplificada pelo Partido da Ponte Livre e pelo Partido Anti-Maçônico, esse partido, em particular, retirou um número significativo de votos dos Democratas nas eleições de 1832. Apesar das tentativas dos Nacionais Republicanos e dos Democratas de atrair os Anti-Maçons para o seu grupo, nenhum dos dois conseguiram. Morton era moderadamente anti-maçom, mas Henshaw era um maçom e aparentemente Morton não reconheceu o poder potencial dos anti-maçons, apesar de sua exibição eleitoral significativa. Como resultado, os Democratas não tinham poder de voto para derrubar os Nacionais Republicanos. Os Democratas também ficaram divididos em 1832 e 1833, quando o Partido dos Trabalhadores recebeu apoio, atacando os dois maiores partidos por sua falta de atenção às questões trabalhistas. Morton ficou bastante desanimado com seus repetidos fracassos que considerou abandonar sua busca pelo governo em 1832; Henshaw convenceu-o a continuar. Em 1831, Morton rompeu com seu amigo John Calhoun sobre o apoio deste à anulação, que Morton acreditava ser baseado em seu apoio à escravidão. Isso também causou desavenças no Partido Democrata de Massachusetts, com Henshaw do lado de Calhoun e dos Democratas sulistas.
Morton, o mais próximo de vencer antes de 1839 foi nas eleições de 1833, quando Lincoln deixou o cargo. Em uma candidatura de quadripartidos envolvendo o congressista de Worcester John Davis (concorrendo como Nacional Republicano) e John Quincy Adams (concorrendo como Anti-Maçom) como seus principais oponentes (junto com um candidato dos Trabalhadores), nenhum dos candidatos recebeu a maioria necessária. A legislatura estadual escolheu Davis, o candidato mais votado, depois que Adams desistiu a favor de Davis.

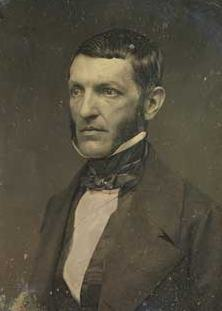
George Bancroft, historiador e organizador do Partido Democrata de Massachusetts

No final da década de 1830, os ativistas pela abolição da escravidão haviam transformado-se em uma poderosa força política no estado. Os Whigs e Democratas (incluindo Morton) haviam evitado a questão em busca de outros objetivos políticos, mas os abolicionistas começaram a solicitar regularmente declarações formais de candidatos a cargos sobre o assunto. Sabe-se que Morton era pessoalmente contra a escravidão e nisso ganhou votos nas eleições de 1837 e 1838, apesar das respostas vacilantes que deu a esses pedidos. Seu oponente nessas eleições, Edward Everett, também se opunha à escravidão, mas em 1826 fez um discurso simpático aos direitos dos proprietários de escravos, que foi usado contra ele. O grupo de Morton dentro do Partido Democrata também ganhou força devido à habilidade organizacional do historiador George Bancroft, e movimentos bem-sucedidos liderados por Morton para mudar os métodos pelos quais os líderes partidários de nível inferior foram escolhidos. David Henshaw renunciou ao cargo politicamente importante como coletor do Porto de Boston em 1837, iniciando uma briga dentro do partido por esse valioso apoio. Morton foi um dos vários possíveis beneficiários, mas acabou desistindo, sugerindo que fosse para George Bancroft. Bancroft, da parte ocidental do estado, atraiu apoio dos Trabalhadores para o grupo Democrata.

## Governador
Nas eleições de 1839, surgiu uma questão não relacionada que finalmente deu a Morton uma vitória. A legislatura Whig aprovou um projeto de lei promovido por ativistas da temperança que proibia a venda de bebidas alcoólicas em quantidades inferiores a 15 galões americanos (57 litros); esse serviço foi efetivamente proibido em bares. O projeto de lei foi visto por muitos como um exemplo de elitismo de classe pelos Whigs. A votação foi tão próxima que uma recontagem foi realizada e as cédulas foram cuidadosamente examinadas. Uma cédula contada para Morton continha o rabisco "Maccus Mattoon"; apesar dos esforços dos partidários Whigs em negar que o escritor pretendia votar em Morton, nenhuma pessoa com esse nome foi encontrada em nenhum lugar do estado. Everett gentilmente recusou-se a persistir em contestar a votação e Morton foi declarado como vencedor com 51.034 votos (exatamente mais um voto que a metade de todos os votos) para 50.725 para Everett, com outros 307 votos sendo dispersos.

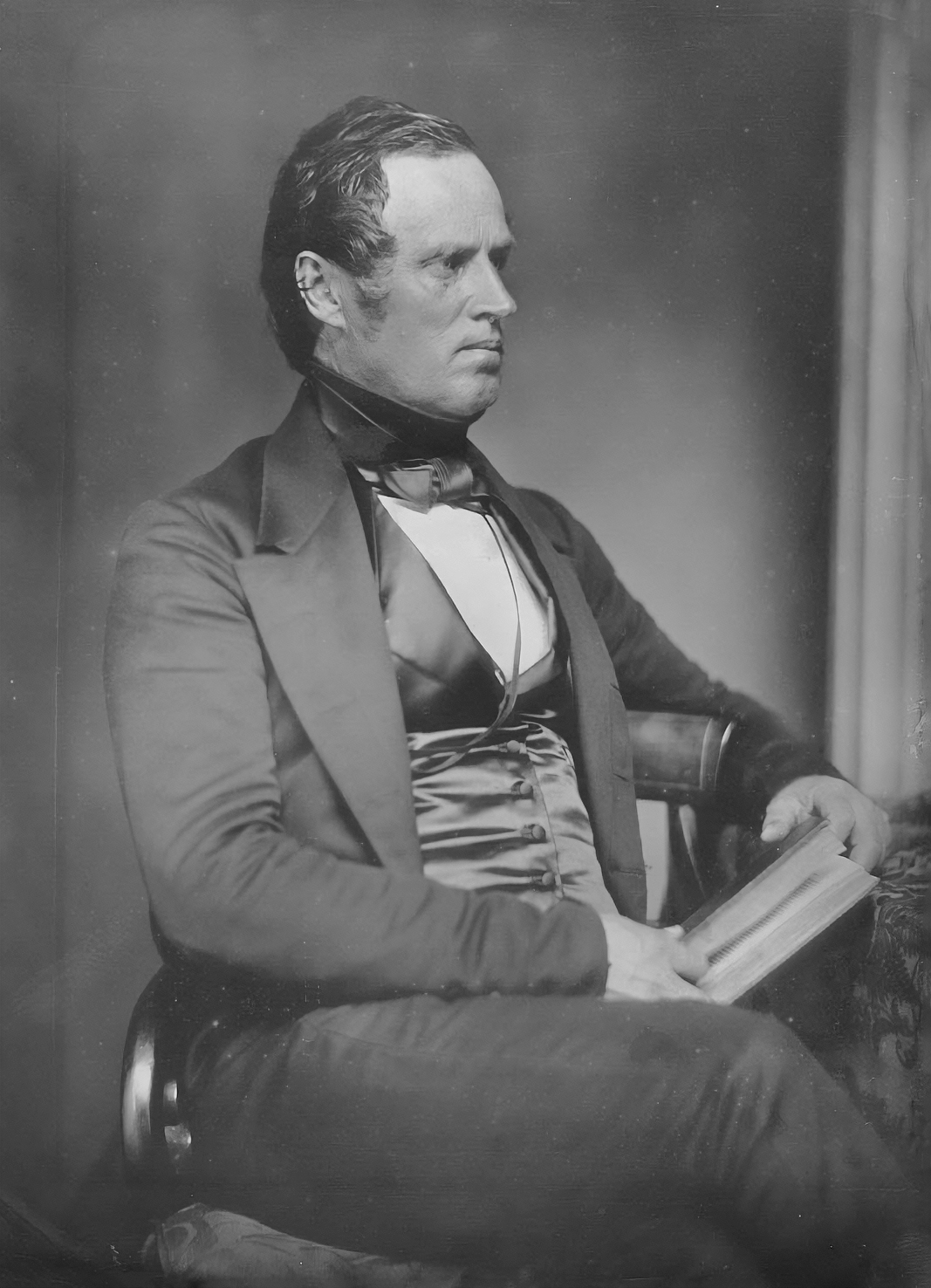
George N. Briggs derrotou Morton nas eleições de 1843.

Com uma legislatura hostil dominada pelos Whigs, a agenda de reformas de Morton não chegou a lugar algum. Propostas como reduções no imposto de capitação e número de crimes capitais foram rejeitadas, mas os Democratas conseguiram introduzir alguma disciplina fiscal e produziram o primeiro superávit orçamentário em alguns anos. Os Whigs atacaram suas propostas como política econômica ruim e reagruparam-se para concentrar-se em derrotá-lo em 1840. Convenceram John Davis a voltar do Senado dos EUA para concorrer contra ele e Morton foi derrotado por uma grande margem. Fez alguns ganhos na revanche de 1841. Em 1842, o candidato do Partido da Liberdade, um partido abolicionista, obteve votos suficientes para enviar a eleição à legislatura estadual. Por causa do terceiro partido, havia também um grande número de vagas no senado estadual que escolheria o vencedor. O Partido da Liberdade esperava usar sua posição na balança de poder para controlar o resultado, mas um único desertor dos Whigs na votação para ocupar o senado levou a uma maioria Democrata na câmara. O Senado então escolheu Morton como governador.
Morton mais uma vez pediu uma série de reformas, repetindo as de 1840 e incluindo uma proposta para transferir a carga tributária dos imóveis para a propriedade pessoal. Foi criticado pelos Whigs por omitir qualquer menção à escravidão em seu discurso de posse. Durante seu mandato, os líderes dos vários grupos Democratas divergiram sobre nomeações de executivos e partidos e a morte do presidente William Henry Harrison, pouco depois de assumir o cargo, trouxe novas divergências partidárias, já que potenciais candidatos à Presidência podiam pedir apoio ao Estado. Como consequência, grande parte da agenda de reformas não foram implementadas de maneira alguma, ou apenas minimamente, apesar de uma maioria de coalizão de trabalho nominal da Democracia-Liberdade na legislatura. George Bancroft lamentou a oportunidade perdida: "Nunca houve um partido com uma abertura melhor do que a nossa em Massachusetts, se todos tivessem apenas lucro com a nossa posição. Mas eles não terão".
Nas eleições de 1843, Morton foi colocado contra George N. Briggs, um advogado Whig do Condado rural de Berkshire, que foi escolhido para combater a atração de Morton aos eleitores rurais. O candidato da Liberdade ganhou novamente votos suficientes para negar a Briggs (que ganhou uma maioria de 3.000 votos) ou Morton a maioria, e a eleição foi enviada à legislatura. A legislatura retornou ao controle dos Whigs e, assim, elegeu Briggs. Os Whigs prontamente desfizeram a maioria das poucas reformas que foram promulgadas durante o mandato de Morton.

## Últimos anos
Após sua derrota em 1843, Morton finalmente decidiu parar de concorrer a governador, cedendo a nomeação em 1844 para George Bancroft. Em Setembro de 1844, viajou para a vizinha Rhode Island, onde agitou a libertação de Thomas Wilson Dorr, o líder da Rebelião Dorr que havia sido condenado a trabalho forçado. Simpatias Democratas por Dorr foram usadas como munição contra eles pelos Whigs nas eleições seguintes.

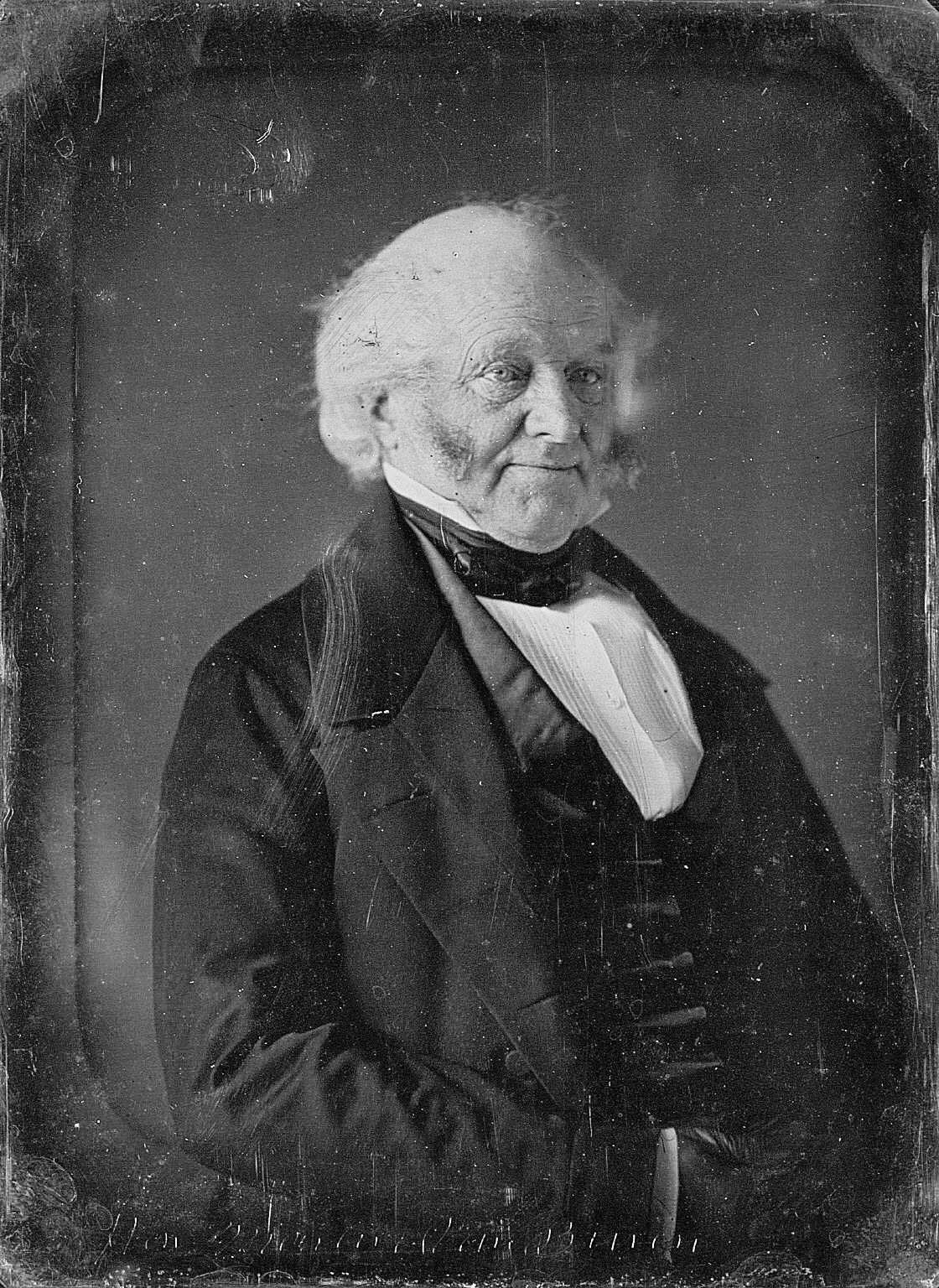
Daguerreótipo por Mathew Brady de Martin Van Buren, por volta de 1849

Em 1845, o Presidente James K. Polk nomeou Morton como cobrador do porto de Boston; exerceu quatro anos. A aprovação de sua nomeação no Senado dos EUA tornou-se um tanto controversa, com os Senadores sulistas opondo-se a ele por causa de declarações anteriores que havia feito em oposição à escravidão. Mesmo antes de sua nomeação ser aprovada, começou a usar o cargo politicamente importante em um esforço para alinhar os membros do partido do estado mais de acordo com sua visão, mas apenas conseguiu ampliar as desavenças já existentes na organização do partido. A divisão resultou em um atraso de sua confirmação devido a intrigas políticas do grupo Henshaw e causou uma ruptura permanente nas relações políticas entre Morton e Bancroft. Depois de uma convenção estadual amarga em 1847 (na qual o grupo Henshaw recusou-se a permitir questões de palanque que opunham-se à escravidão), Morton saiu do partido para o crescente movimento Solo Livre. Morton recusaria-se a apoiar a coalizão Democrata-Solo Livre, que em 1850 viu a eleição do Democrata George S. Boutwell como governador e do Solo Livre Charles Sumner como Senador dos EUA.
Em 1848, Morton foi convidado por Martin Van Buren para concorrer como candidato à vice-presidência na chapa Solo Livre. Morton recusou, argumentando que Van Buren (um Nova-Iorquino) precisava de diversidade geográfica. Van Buren finalmente escolheu Henry Dodge, de Wisconsin, mas a convenção do partido escolheu Charles Francis Adams, de Massachusetts. Morton fez campanha a favor de Van Buren, que terminou em terceiro.
Morton foi um representante da Convenção Constitucional de Massachusetts de 1853 e foi eleito com a chapa Solo Livre para a Câmara dos Representantes de Massachusetts em 1858, exercendo um mandato.

## Morte e legado
Morton morreu em sua casa em Taunton em 1864 e foi sepultado no Mount Pleasant Cemetery. Sua casa em Taunton mais tarde tornou-se o edifício original do Hospital e Centro Médico Morton. Foi demolido na década de 1960 durante a expansão do hospital. Seu filho, também chamado Marcus, seguiu-o até a suprema corte do estado, eventualmente exercendo como Chefe de Justiça. Sua filha, Frances, era mãe da romancista Octave Thanet.

## Leia mais
- Massachusetts Constitutional Convention; George Ticknor Curtis; George Stillman Hillard; Samuel Hoar; Marcus Morton; Charles Francis Adams; John Gorham Palfrey (1854). Discussions on the Constitution Proposed to the People of Massachusetts. [S.l.]: Little, Brown, and Company
- Henry Hubbard; Marcus Morton; Thomas Wilson Dorr; Chauncey Fitch Cleveland (1842). Letters of the Hon. C.F. Cleveland, and Hon. Henry Hubbard. [S.l.]: Thomas Almy (no tocante da A Rebelião Dorr em Rhode Island e direito de voto.)